# Geodia carcinophila
Espèce
Synonymes
- Isops carcinophila Lendenfeld, 1897

Geodia californica est une espèce d'éponges de la famille des Geodiidae présente autour de l'archipel de Zanzibar dans l'océan Indien.

## Taxonomie
L'espèce est décrite par Robert Lendlmayr von Lendenfeld en 1897 sous le nom de Isops carcinophila.